# Tordeuse à bandes obliques
Choristoneura rosaceana
Espèce
La Tordeuse à bandes obliques (Choristoneura rosaceana) est une espèce de lépidoptères (papillons) de la famille des Tortricidae dont les chenilles sont des ravageurs de nombreuses espèces de plantes en particulier les Rosaceae (arbres fruitiers: pommiers, poiriers, pêchers mais aussi rosiers).
On la trouve en Amérique du Nord et elle est considérée comme absente en Europe.
L'imago a une envergure de 7,5 à 11 mm pour les mâles et de 11,5 à 14 mm pour les femelles. Le papillon vole sur une ou deux générations de juin à septembre dans la plus grande partie de son territoire, la chenille étant la forme hivernale. Les ailes antérieures sont de couleur beige avec une large bande en forme de V et une tache latérale plus sombre.
La chenille est vert foncé avec une tête noire ou marron.
Elle vit sur de nombreuses espèces de plantes dont elle enroule les feuilles avec des fils de soie avant de les consommer. Elle s'attaque ainsi aux:
- Acer (Érable)
- Aesculus (Marronnier)
- Betula (Bouleau)
- Cirsium (Cirse)
- Crataegus (Aubépine)
- Corylus (Noisetier)
- Cornus (Cornouiller)
- Cotoneaster
- Dianthus (Œillet)
- Fragaria (Fraisier)
- Fraxinus (Frêne)
- Lonicera (Chèvrefeuille)
- Malus (Pommier)
- Picea (Épicéa)
- Pinus (Pin)
- Platanus (Platane)
- Populus (Peuplier)
- Prunus (Prunier)
- Pyracantha
- Quercus (Chêne)
- Rhododendron (Rhododendron, Azalée)
- Rosa (Rosier)
- Rubus (Ronce)
- Salix [Saule)
- Sorbus (Sorbier)
- Spiraea (Spirée)
- Syringa (Lilas)
- Tilia (Tilleul)
- Tsuga
- Vaccinium (Airelle)
- Verbena (Verveine)
- Viburnum (Viorne)

## Synonymes
- Archips rosaceana
- Cacoecia rosaceana
- Loxotaenia rosaceana
- Lozotaenia gossypina
- Teras vicariana
- Tortrix rosaceana

## Galerie

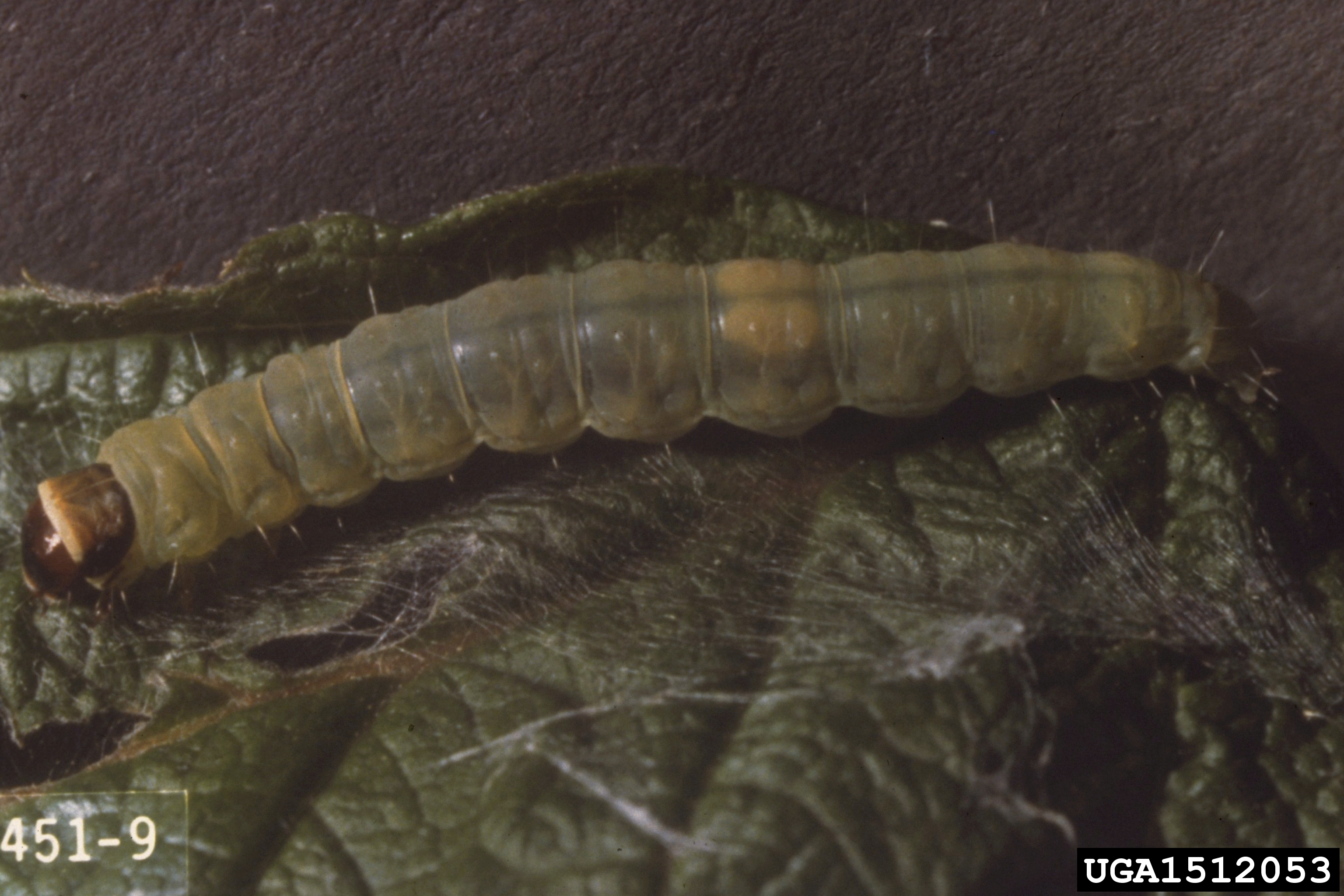
Chenille

## Référence
- http://www.eppo.org/QUARANTINE/insects/Choristoneura_rosaceana/F-chonro.pdf